# Robert da Silva Almeida
Robert da Silva Almeida, hay Robert (sinh ngày 3 tháng 4 năm 1971 ở Salvador, Bahia), là một cựu cầu thủ bóng đá Brasil chơi ở vị trí tiền vệ và hiện là huấn luyện viên.

## Thống kê sự nghiệp
| Đội hình Brasil | Đội hình Brasil | Đội hình Brasil |
| --------------- | --------------- | --------------- |
| 2001            | 3               | 0               |
| Tổng cộng       | 3               | 0               |